# 秋山真之
秋山 真之（あきやま さねゆき、旧字体： 秋山 眞之、1868年4月12日〈慶応4年3月20日〉 - 1918年〈大正7年〉2月4日）は、日本の海軍軍人。最終階級は海軍中将。位階勲等功級は従四位勲二等功三級。勲二等旭日重光章、功三級金鵄勲章を授与された。通称は淳五郎（じゅんごろう）。
三兄は「日本騎兵の父」と云われた陸軍大将の秋山好古、次兄は朝鮮京城電気重役の岡正矣。子は4男2女。元参議院議員・大石尚子は、真之の孫（二女・宜子の長女）。
日本海海戦出撃の際の報告電報の一節で、後に名文と評された「本日天気晴朗ナレドモ浪高シ」や、「聯合艦隊解散之辞」の起草者としても知られる.

## 経歴

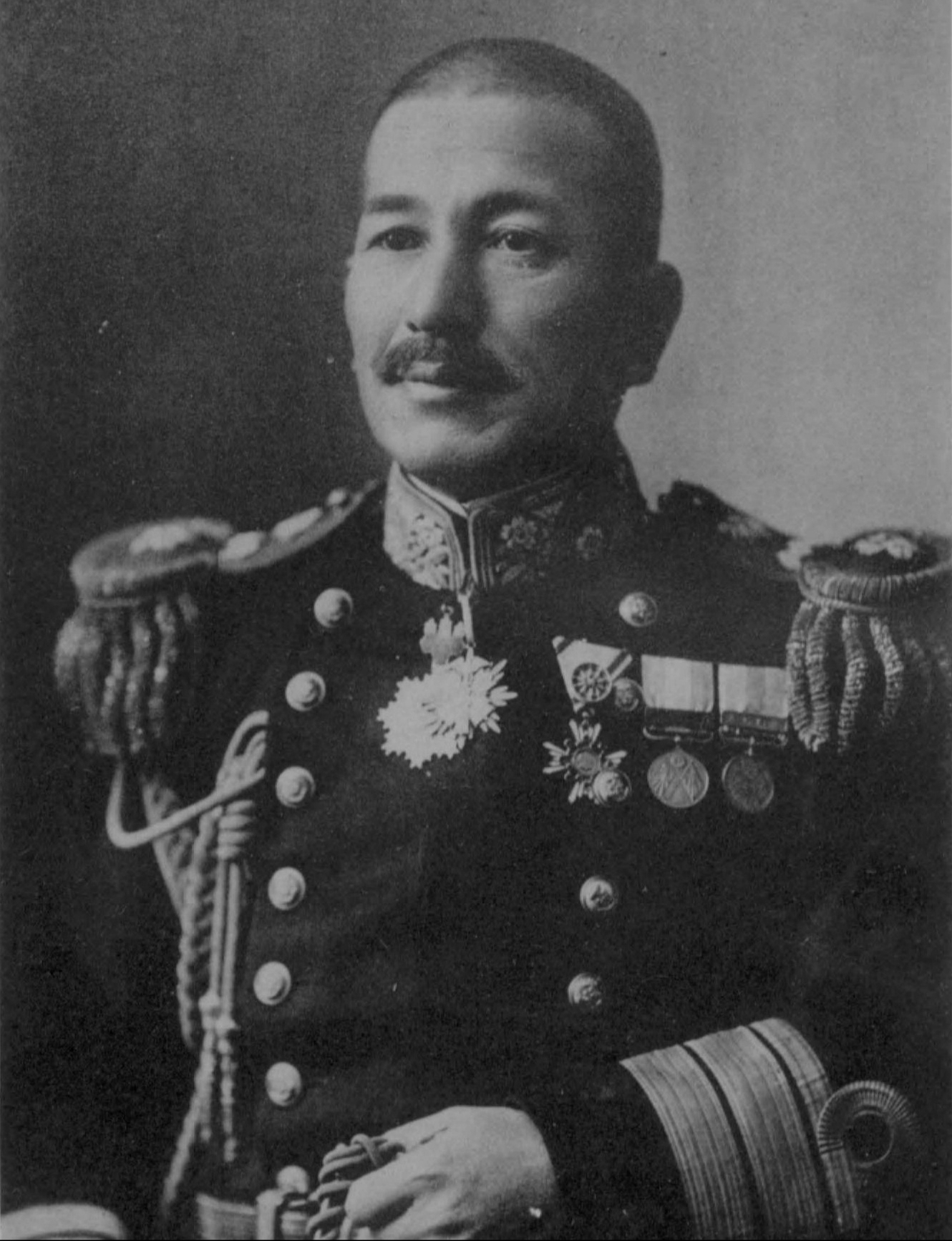
秋山真之（1916年）

松山城下の中徒町（現：愛媛県松山市）に松山藩の下級武士・秋山久敬の5男として生まれる。生まれた際、生活苦から寺へ出そうかと話が出たが、兄の秋山好古が「お父さん、赤ん坊をお寺へやっちゃ厭ぞな。おっつけうちが勉強してな、お豆腐ほどのお金をこしらえてあげるがな」と両親へ懇願した。母・貞は松山藩士山口家の娘。地元の漢学塾に学び、和歌なども習う。親友の正岡子規の上京に刺激され、愛媛県松山中学校（現：愛媛県立松山東高等学校）を中学5年にて中退、1883年（明治16年）に将来の太政大臣を目指すために東京へ行き受験準備のために共立学校（現：開成中学校・高等学校）で受験英語を学び、大学予備門（のちの一高、現：東京大学教養学部）に入学。
大学予備門では帝国大学進学を目指すが、秋山家の経済的苦境から真之は兄の好古に学費を頼っていたため、卒業後は文学を志して帝国大学文学部に進む子規らとは道を異にし、1886年（明治19年）に海軍兵学校に17期生として入校。
1890年（明治23年）に海軍兵学校を首席で卒業し、海軍軍人となる。卒業後は少尉候補生として海防艦「比叡」に乗艦して実地演習を重ね、座礁したオスマン帝国軍艦「エルトゥールル」の生存者送還（エルトゥールル号遭難事件）にも従事する。
1892年（明治25年）、海軍少尉。日清戦争では通報艦「筑紫」に乗艦し、偵察など後援活動に参加。戦後には巡洋艦「和泉」分隊士、1896年（明治29年）1月には横須賀に転属し、日清戦争での水雷の活躍に注目して設置された海軍水雷術練習所（海軍水雷学校）の学生になり水雷術を学び、卒業後に横須賀水雷団第2水雷隊付になる。のちに報知艦「八重山」に乗艦し、海軍大尉となる。同年11月には軍令部諜報課員として中国東北部で活動する。

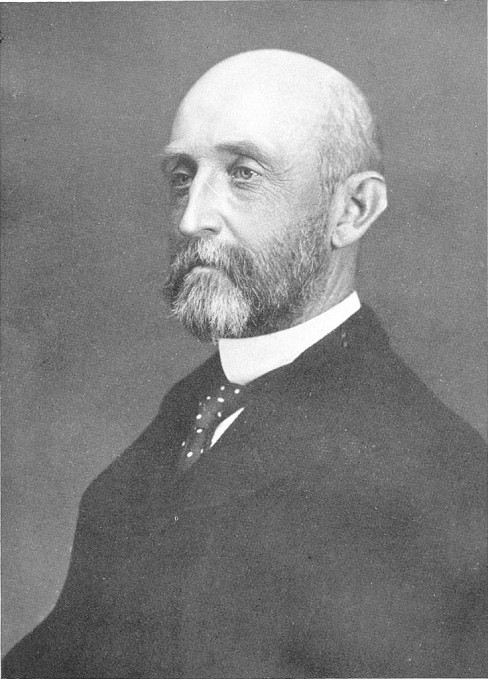
アルフレッド・セイヤー・マハン

1898年（明治31年）に海軍の留学生派遣が再開されると派遣留学生に選ばれるが、公費留学の枠に入れずに初めは私費留学であった。1897年にアメリカへ留学した真之は、ワシントンに滞在してアメリカ合衆国海軍大学校校長、軍事思想家であるアルフレッド・セイヤー・マハンに師事し、主に大学校の図書館や海軍文庫での図書を利用しての兵術の理論研究に務める。このとき米西戦争を観戦武官として視察し報告書「サンチャゴ・デ・クーバの役」（後に「極秘諜報第百十八号」と銘うたれる）を提出する。サンチャゴ・デ・キューバ海戦の一環としてアメリカ海軍が実施したキューバのサンチャゴ港閉塞作戦を見学しており、このときの経験と報告が日露戦争における旅順港閉塞作戦の礎となったとも指摘されている。翌1899年（明治32年）末にイギリス駐在を命じられ、視察を行い翌年、8月に帰国。1900年（明治33年）には海軍省軍務局第1課員、常備艦隊参謀になり、1901年（明治34年）、海軍少佐。

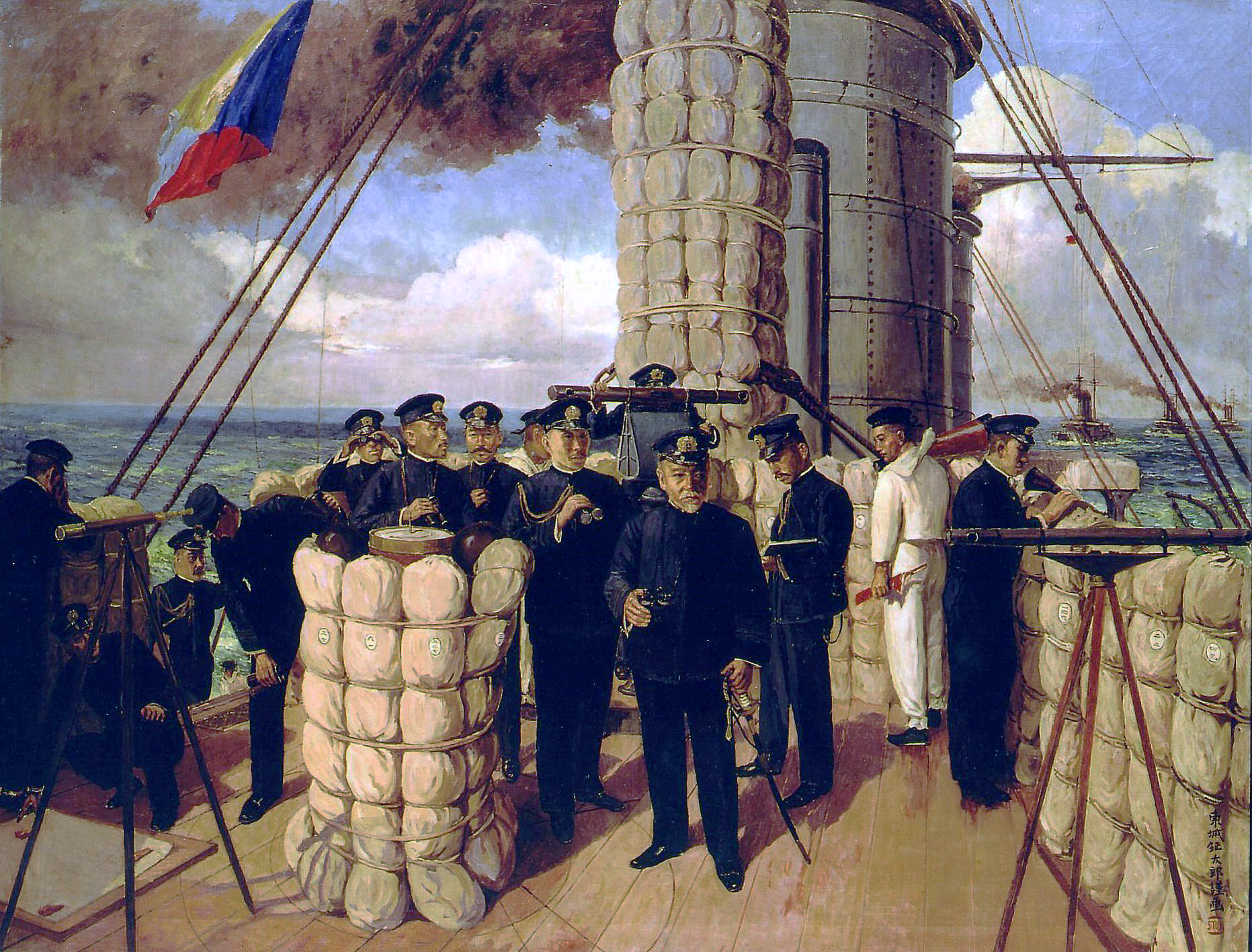
戦艦三笠艦橋（日本海海戦）
中央左より加藤、東郷、秋山

1902年（明治35年）には海軍大学校の教官となる。1903年（明治36年）6月に宮内省御用掛・稲生真履の三女である季子と築地の水交社で結婚。対露開戦論者として湖月会のメンバーとなって日露開戦を積極的に推進した。翌1904年（明治37年）に海軍中佐・第1艦隊参謀（後に先任参謀）。朝鮮半島を巡り日本とロシアとの関係が険悪化し、同年からの日露戦争では連合艦隊司令長官東郷平八郎の下で作戦担当参謀となり、第1艦隊旗艦「三笠」に乗艦する。ロシア海軍旅順艦隊（太平洋艦隊）撃滅と封鎖のための旅順口攻撃と旅順港閉塞作戦において機雷敷設などを立案。ロシアのバルチック艦隊が回航すると迎撃作戦を立案し、日本海海戦の勝利に貢献、日露戦争における日本の政略上の勝利を決定付けた。海戦後、東郷は通訳の山本信次郎とともに秋山を派遣し、降伏した「ニコライ」へ向かわせた。そして、秋山はネボガトフ少将を「三笠」へと連行した。
1905年（明治38年）12月の連合艦隊解散後は海軍大学校の教官に復帰。現場復帰後は巡洋艦の艦長などを歴任し、第1艦隊の参謀長を経て1912年（大正元年）12月1日からは軍令部第1班長（後の軍令部第1部長）に任ぜられる。
1914年（大正3年）、軍艦建造を巡る疑獄事件であるシーメンス事件が起こる。事件は政府批判に発展し、また、事件に際しては秘密裁判主義に基づいているとして改正が検討されていた治罪法の問題が再燃し、衆議院議員の花井卓蔵が賛同者を集め、軍法会議の公開などを要求。同年1月に調査委員会が設置されると、その委員の一人に指名される。3月に第1次山本内閣が退陣し、第2次大隈内閣が発足すると、海軍大臣には八代六郎が任命され、秋山は軍務局長として八代を補佐し、軍艦建造のための臨時会議召集をはたらきかけ、予算成立に尽力する。11月に治罪法改正委員会が設置されると、花井卓蔵らと論争を行う。1916年（大正5年）2月には軍令部出仕に転じたため、委員は鈴木貫太郎に引き継がれる。

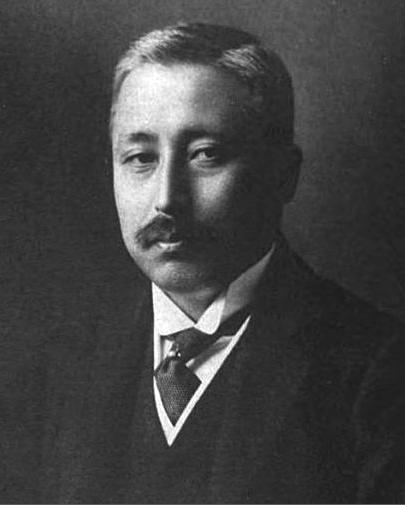
小池張造

軍務局長時代には、上海へも寄港する巡洋艦「音羽」に乗艦して中国を実地見聞し、留学生の受け入れなどを提言している。また、親友の犬塚信太郎らとともに孫文とも交流があったと言われ、非公式に革命運動を援助。小池張造らと同志を集め、革命運動を支援する“小池部屋”を結成。久原房之助など実業家に働きかける。1911年（明治44年）、辛亥革命で清朝が打倒され、中華民国が成立。1915年（大正4年）に袁世凱が皇帝に推戴されると、中国各地で反対運動が起こり、日本政府など諸外国も抗議。またこの頃、川島浪速ら大陸浪人と参謀本部次長・田中義一らが主導した第二次満蒙独立運動に外務省政務局長になった小池とともに加わっている。その後、軍令部転出となったため、対中政策からは離れる。
1916年（大正5年）3月には、第一次世界大戦を視察するためにヨーロッパへ渡る。朝鮮半島からシベリア鉄道でロシア、フィンランドなど東欧などを視察。5月にはイギリスへ渡り、日本海海戦を観戦した英国海軍のペケナム中将、艦隊司令長官のジョン・ジェリコー提督らに歓迎される。フランス、イタリアに滞在したのち、1916年（大正5年）9月にはアメリカへ渡り、10月に帰国。帰国後の同年12月には第二水雷戦隊司令官になる。翌1917年（大正6年）7月には海軍将官会議議員になるが、同年12月の中将進級と同時に待命となった。
大学校教官時代に佐藤鉄太郎らが主宰していた研究会「天晴会」に勧誘されて経典を研究するようになり、晩年は霊研究や宗教研究に没頭した。戦後、海軍提督・将校が集った『海軍反省会』において、野元為輝少将は、秋山真之は（性的に）遊びすぎて梅毒が頭にきて、結果、晩年の行動や言動がおかしくなったと清水光美中将から聞いた話として証言している。軍人の信仰者が多かった日蓮宗に帰依するとともに、神道家川面凡児に師事して神道研究を行い、皇典研究会を設立した。

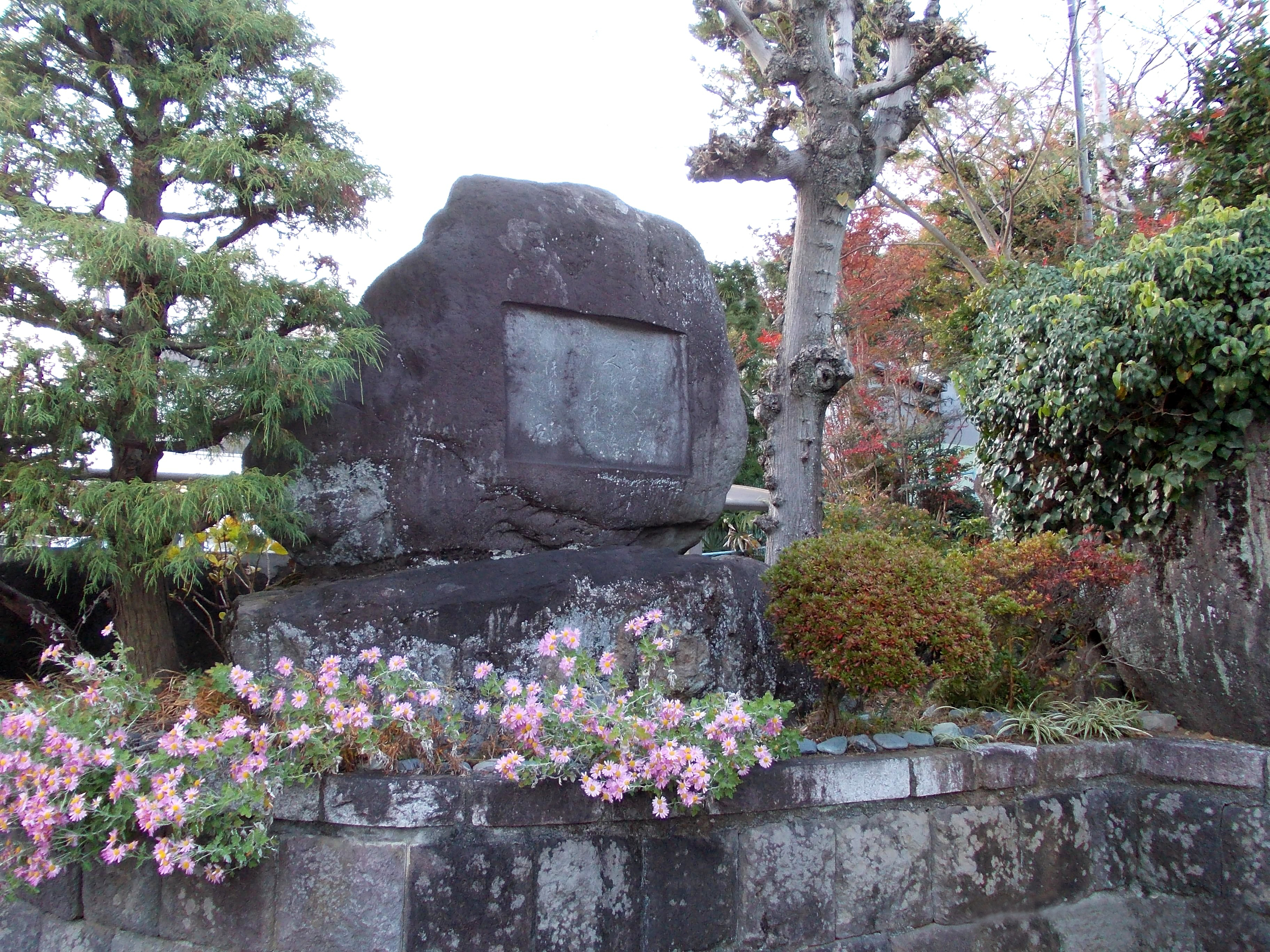
秋山真之 終焉の地
（「対潮閣」小田原市）

海軍機関学校教官の浅野和三郎との縁（秋山と浅野の初対面は大本時代）で新宗教「大本」（当時の皇道大本）に入信し、綾部参り等を行ったものの、目的は信仰ではなく神道研究だったとされる。大本側の資料によれば、1916年（大正5年）12月14日に出口王仁三郎の招きで綾部に立ち寄り大本教主顧問となったが、1917年（大正6年）5月に喧嘩別れしたという。
1917年（大正6年）5月に虫垂炎を患い箱根にて療養に努めたが、翌1918年（大正7年）に再発。悪化して腹膜炎を併発し、2月4日、山下亀三郎の別邸である小田原の対潮閣にて死去。49歳没。死去直前に教育勅語や般若心経を唱えていたという。
墓所は東京都港区の青山墓地だったが、後に鎌倉霊園へ改葬。

## 年譜
- 慶応4年3月20日（1868年4月12日）：伊予松山にて誕生。
- 1883年（明治16年）9月：上京。
- 1884年（明治17年）9月：大学予備門合格。
- 1886年（明治19年）10月30日：海軍兵学校入校。
- 1890年（明治23年）
  - 7月17日：海軍兵学校（17期）首席卒業。海軍少尉候補生を命じられる。以後、砲艦「比叡」乗艦となる。
  - 10月5日：「比叡」が、エルトゥールル号遭難事件の遭難者の送還のため、オスマン帝国へ出航。真之ら17期生が乗務。
  - 12月19日：父・久敬が松山で死す（真之は「比叡」乗務中）。
- 1891年（明治24年）
  - 1月2日：オスマン帝国の首都・イスタンブールに到着。
  - 6月4日：巡洋艦「高千穂」乗艦に異動。
- 1892年（明治25年）
  - 4月25日：巡洋艦「松島」航海士となる。
  - 5月23日：海軍少尉任官。砲術練習艦「龍驤」に乗艦し、分隊士となる。
- 1894年（明治27年）4月23日：通報艦「筑紫」航海士となる。日清戦争時には、同艦に乗艦。
- 1895年（明治28年）11月18日：砲艦「大島」航海士兼分隊士となる。
- 1896年（明治29年）
  - 1月4日：横須賀の海軍水雷術練習所学生となる。
  - 5月11日：横須賀水雷艇団第2水雷艇隊府付となる。
  - 7月7日：報知艦「八重山」乗艦。
  - 10月24日：海軍大尉に進級（当時、新任中尉任官は差し控えられていたため、中尉を経ず大尉に進級）し、「八重山」分隊長となる。
- 1897年（明治30年）6月26日：米国駐在武官に異動。
- 1900年（明治33年）
  - 8月14日：帰国し、海軍省軍務局課員に異動。
  - 10月31日：常備艦隊参謀に異動。旗艦「常磐」乗艦。
- 1901年（明治34年）10月1日：海軍少佐に進級。
- 1902年（明治35年）7月17日：海軍大学校教官、戦術教官に異動。
- 1903年（明治36年）
  - 6月2日：水交社で稲生すゑとの結婚式を挙げる。
  - 10月27日：常備艦隊参謀に異動し、第1艦隊参謀を併任。
- 1904年（明治37年）
  - 2月6日：旗艦「三笠」に乗艦。
  - 2月10日：対ロシア宣戦布告。
  - 9月1日：海軍中佐に進級。
- 1905年（明治38年）
  - 5月27日：日本海海戦。
  - 6月14日：連合艦隊参謀に異動。
  - 6月19日 ：母・貞が兄・好古の役宅で亡くなる。
  - 11月25日：連合艦隊解散決定により、海軍大学校戦術教官に異動。
- 1908年（明治41年）
  - 2月20日：「三笠」副長に異動。
  - 8月28日：巡洋艦「秋津洲」艦長に昇進。
  - 9月25日：海軍大佐に進級。
  - 12月1日：巡洋艦「音羽」艦長に異動。
  - 12月11日：従五位に昇叙。
- 1909年（明治42年）12月1日：巡洋艦「橋立」艦長に異動。
- 1910年（明治43年）
  - 4月9日：巡洋艦「出雲」艦長に異動。
  - 12月1日：巡洋艦「伊吹」艦長に異動。
- 1911年（明治44年）3月11日：第1艦隊参謀長に異動。
- 1912年（大正元年）12月1日：海軍軍令部第1班長 兼 海軍大学校教官に異動。
- 1913年（大正2年）12月1日：海軍少将に進級。
- 1914年（大正3年）4月17日：海軍省軍務局長 兼 海軍将官会議議員に異動。
- 1916年（大正5年）
  - 2月21日：海軍軍令部出仕に異動。
  - 12月1日：第二水雷戦隊司令官に異動。
- 1917年（大正6年）
  - 7月16日：海軍将官会議議員に再任。
  - 12月1日：海軍中将に進級。待命。
- 1918年（大正7年）2月4日：死去。

## 栄典・授章・授賞
位階
- 1892年（明治25年）7月5日 - 正八位[7]
- 1896年（明治29年）12月21日 - 従七位[8]
- 1898年（明治31年）3月8日 - 正七位[9]
- 1901年（明治34年）12月17日 - 従六位[10]
- 1904年（明治37年）10月6日 - 正六位[11]
- 1908年（明治41年）12月11日 - 従五位[12]
- 1914年（大正3年）1月30日 - 正五位[13]
- 1918年（大正7年）2月4日 - 従四位[14]

勲章等
- 1895年（明治28年）11月18日 - 勲六等単光旭日章[15]・明治二十七八年従軍記章[16]
- 1901年（明治34年）5月31日 - 勲五等瑞宝章[17]
- 1902年（明治35年）5月10日 - 明治三十三年従軍記章[18]
- 1905年（明治38年）5月30日 - 勲四等瑞宝章[19]
- 1906年（明治39年）4月1日 - 功三級金鵄勲章・勲三等旭日中綬章・明治三十七八年従軍記章[20]
- 1915年（大正4年）11月7日 - 勲二等旭日重光章・大正三四年従軍記章[21]
- 1918年（大正7年）2月4日 - 戦捷記章[22]・大正三年乃至九年戦役[23]

外国勲章佩用允許
- 1916年（大正5年）
  - 11月20日 - フランス共和国：レジオンドヌール勲章コマンドゥール[24]
  - 11月20日 - イギリス帝国：聖マイケル・聖ジョージ勲章ナイト・コマンダー[25]

## 人物
- 日露戦争における日本海海戦後は兵17期の先頭で中将まで昇進した。しかし、病気で苦しみ、大正時代は第一次世界大戦の結果を言い当てるも目立った活躍はしていない。近年の研究で真之の業績に島村速雄の案と同じものも発見されるが、両者が同時期にイギリスで勉強したため同じ作戦を思いついたと考えられている。
- 東郷は「智謀如湧」（ちぼうわくがごとし）と真之の作戦立案能力を評価した。
- 真之と縁が深かった[注釈 1]山梨勝之進（兵25期次席）は、真之を「まあ普通の人ではない。のべつに頭が回転しているのです」[26]と評している。
- 高木惣吉（兵43期）は、真之（兵17期首席）と堀悌吉（兵32期首席）の2名を、帝国海軍史上屈指の英才と評している。

- 同郷の俳人・正岡子規とは幼少時代よりの友人であり、東京へ行った後も共立学校の同級生として交遊し、和歌なども学ぶ。また、大蔵官僚となった勝田主計も真之や子規の松山時代からの友人であった。同じ軍人の山路一善、白川義則とも交流を深めたと言われている。
- 日本海海戦出撃の際の報告電報の一節である「本日天気晴朗ナレドモ浪高シ」は、「本日天気晴朗ノ為、我ガ連合艦隊ハ敵艦隊撃滅ニ向ケ出撃可能。ナレドモ浪高ク旧式小型艦艇及ビ水雷艇ハ出撃不可ノ為、主力艦ノミデ出撃ス」という意味を、漢字を含めて13文字、ひらがなのみでも僅か20文字という驚異的な短さで説明しているため、今でも短い文章で多くのことを的確に伝えた名文として高く評価されている（モールス信号による電信では、わずかな途切れでも全く意味の異なる文章になるため、とにかく文章は短ければ短いほど良いとされている）。
  - Z旗の信号文「皇国ノ興廃コノ一戦ニ在リ。各員一層奮励努力セヨ」は秋山真之の作と広まっているが、これは高間省三の手紙文、「天皇は明徳を想い、純心に武士や民を赤子のごとく愛す。皇国の興廃は今日の戦いにありです。この徳に報るためにも、男児の死ぬべき時は今です」を模して広島出身の連合艦隊参謀長だった加藤友三郎が作ったのではないかとも指摘され、秋山がオリジナルではないとする説も存在する[27]。旅順口攻撃の劈頭でも「勝敗の決此の一戦に在り各員努力せよ」と信号が出ているが関連性は不明である（加藤はこの時第2艦隊参謀長）。
- 日本海海戦に関しては「たうとう会戦という段取りになつたのですが、驚いた事には敵の艦形が三日前に夢で見せられたのと寸分の相違もありませんでした」と語り、大本の出口王仁三郎にも相談している[6]。宗教研究においては「戦争で目撃した人の生死や戦争の勝敗について人知外の力を感じた」と述べる。これらの発言に対して山本英輔大将は、「秋山はあまりに理性的なため、理論で突き詰められない宗教にのめり込むことが出来なかったのだろう」と指摘した。
- ロシア艦隊が降伏する際に降伏旗を揚げた。秋山は東郷に「長官、敵は降伏しました、砲撃をやめましょうか？」と提案した。それを見ても東郷長官は黙殺した。その態度に「長官、武士の情けです」と発砲を中止するよう頼んだ[28]。
- 日本海海戦に勝利した連合艦隊の解散式における、東郷の訓示（聯合艦隊解散之辞）の草稿も真之が起草したものとされている。この文章に感動した時の米大統領セオドア・ルーズベルトは、全文英訳させて、米国海軍に頒布した。これらから名文家・文章家としても知られており、後に「秋山文学」と高く評価されるようになる。
- 参謀としての真之の功績は、長らく東郷の影に隠れ、広く一般に知られている人物とは言い難かったが、戦後、島田謹二『アメリカにおける秋山真之』（初版・昭和44年（1969年））によって紹介され、司馬遼太郎が発表した歴史小説『坂の上の雲』（初版・昭和47年（1972年））で主人公になった結果、国民的な知名度を得ることになった。
- 兄・好古からは葬儀の際に「弟はたとえ妙文の片時でも『御国の為』という概念を捨てなかった」と述べた[29]。
- 原敬は「小策国を誤る挙は、加藤外相時代にも属僚間に行われ居りて、外務の小池、陸軍の福田、海軍の秋山の三人連合して企画し」（原敬日誌1916年7月9日）と批判している[30]。

## 逸話
- 幼名の淳五郎と本名の真之は、後漢の文人張衡の『思玄賦』からの一節「何道真之淳粋兮」に基づく。
- 幼少の頃は腕白なガキ大将だった。多くの子供を引き連れて戦争ごっこをするにとどまらず、本を参考に花火を作って打ち上げたりするほどであった。あまりにも腕白がすぎるため、貞は「お前も殺して私も死ぬ」と言って涙を見せるほど手を焼いた。他に絵や水泳、かけっこが得意であった。一方で和歌を得意とする一面もあった。朝厠に行くのを面倒がって窓から放尿した際には「雪の日に北の窓あけシシすればあまりの寒さにちんこちぢまる」と詠んだ。
- 海軍兵学校時代、同校で野球チームを編成し、海軍野球の創始者となった。
- 同じく候補生時代、後輩から「猛勉強しているわけではないのになぜいつも成績がトップなのか」と聞かれた真之は「過去の試験問題を参考にすることと、教官のクセを見抜くことだ。また必要な部分は何回も説明することから試験問題を推測できる」と答えた。
- 煎り豆が好物で、ポケットに忍ばせてよく食べていた。
  - この豆の種類であるが、1904年（明治37年）11月23日付の母宛て手紙に「何か幸便あれば豌豆及空豆二三斗計りイリテ御送被下度候」とあり、エンドウマメとソラマメの2種であった。
- 軍服の袖で鼻水を拭いたり、作戦を練り始めると入浴せずに数日過ごすなど、身なりを全く気にしない性格であったと伝えられる。また人前で放屁や放尿をすることもあった。これらについて、秋山の参謀を務めていた飯田久恒少佐は「この人は頭がいいから名参謀だが、普通だったら変人だ」と思ったそうである。
- アメリカからの帰国中、賭博詐欺にあった。イカサマだと気づいた真之は、リーダーの男を部屋に連れ込み「黙ってやらせておけばいい気になりおって。このままでは侍の名折れだ、金を返せ」と、語気鋭く短刀の鞘を払った。怯えた男は金を返して逃げ出したという。
- 日本海海戦で勝利を治めた後も冷静に国力を分析して、潜水艦と空軍の強化、アメリカへの非戦を唱えた[29]。
- 真之は子供の名前を決める時「一字名」「覚えやすく、書きやすい物」「シンメトリー」というルールを決めた[31]。
- 日露戦争後は、日露双方の犠牲者を目の当たりにして、出家を願うようになったが、友人に止められ断念した。代わりに長男の大に僧侶になるよう教育を施した[32]
- 晩年は大本教に入信するなど、様々な宗教団体に関わり、精神的に不安定であった[31]。しかし、長男の秋山大は「父は宗教に否定的であった」との言を残している。

## 語録
- 「細心蕉盧は計画の要能にして、虚心平気は実施の源力なり。天剣漫録より事の成敗は天にありともいえど、人事を尽くさず天と天と言うことなかれ。」[33]
- 「日本海海戦後の勝利は英雄の力ではなく、全員がその責務を果たしたからであります。」[34]
- 「年少の時より志を堅くし、遊情に流れず一意将来の目的に向かって慢心するように致されたく。」[35]

## 系譜
秋山氏
遡れば河野氏に繋がる。江戸時代､代々松山藩士
```
宗清━信久━久良━久軏━軏久━久徴━久敬┳則久
　　　　　　　　　　　　　　　　　　　　┣正牟（岡家養子）
　　　　　　　　　　　　　　　　　　　　┣好古（長兄・則久より家督相続）
　　　　　　　　　　　　　　　　　　　　┣道一（西原家養子）
　　　　　　　　　　　　　　　　　　　　┗眞之

```

## 家族
- 妻
  - すゑ（稲生真履三女）
- 子
  - 長男：秋山大（ひろし）（宗教学者）
  - 次男：固（かたし）（海軍大佐・青山芳得の養子）
  - 三男：中（ただし）
  - 長女：少子（わかこ）
  - 四男：全（やすし）
  - 次女：宜子（たかこ）・海軍中佐・大石宗次夫人

## 著作
- 『兵語界説』
- 『海軍基本戦術』
- 『海軍応用戦術』
- 『海軍戦務』
  - 『秋山真之戦術論集』戸髙一成編、中央公論新社、2005年
    - 新版『海軍基本戦術』中公文庫、2019年8月
    - 新版『海軍応用戦術／海軍戦務』中公文庫、2019年9月
- 『海軍用務令』
- 『海軍英文尺文例』
- 『軍談』

## 秋山真之を題材とする作品
- 坂の上の雲（司馬遼太郎 文春文庫 全8巻）
  - 司馬遼太郎 歴史のなかの邂逅4 正岡子規、秋山好古・真之〜ある明治の庶民（中央公論新社、2007年、2011年3・4月に中公文庫2分冊）- 作品あとがきも入れた、明治に活躍した人物群像42篇
- 日露戦争物語（江川達也 小学館ビッグコミックス）
- 秋山真之 伝説の名参謀（神川武利 PHP文庫）
- 金星のZ旗（吉岡平 ソノラマ文庫）- 死亡した秋山が火星に転生し金星へ行き活躍する。エドガー・ライス・バローズの小説金星シリーズのオマージュ作品。

## 秋山真之を演じた俳優
- 明智十三郎 - 新東宝映画『明治天皇と日露大戦争』
- 土屋嘉男 - 東宝映画『日本海大海戦』
- 米倉斉加年 - TBSドラマ『海は甦える』
- 横内正 - 東映映画『日本海大海戦 海ゆかば』
- 本木雅弘 - NHKドラマスペシャル『坂の上の雲』